# Caccobius grossegranosus
Caccobius grossegranosus är en skalbaggsart som beskrevs av Vladimir Balthasar 1963. Caccobius grossegranosus ingår i släktet Caccobius och familjen bladhorningar. Inga underarter finns listade.